# Pèmfig vulgar

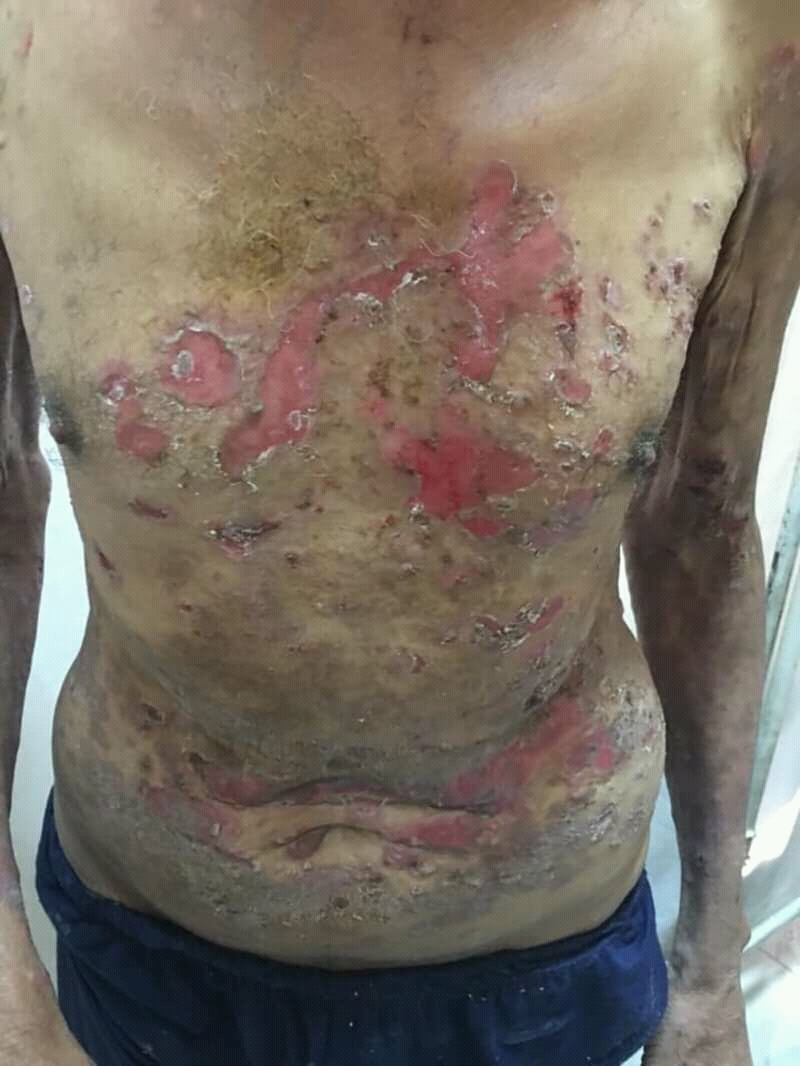
Pèmfig vulgar al tronc

El pèmfig vulgar és una malaltia de la pell, crònica i rara, amb butllofes i la forma més freqüent de pèmfig. Les butllofes, que poques vegades són pruriginoses, són sovint doloroses. És de causa autoimmunitària.

## Diagnòstic
En un examen físic, el pèmfig vulgar presenta butllofes plana i un signe de Nikolsky positiu. L'estàndard d'or per al diagnòstic és una biòpsia amb pinça llevabocins de la lesió i realitzant-ne una tinció d'immunofluorescència directa, que mostra les cèl·lules acantolítiques. Aquests també es poden veure en un frotis de Tzanck. Aquestes cèl·lules són bàsicament arrodonides, els queratinòcits nucleats es formen pels danys a la proteïna d'adhesió cel·lular (desmogleïna) ocasionats pels anticossos.
El pèmfig vulgar és fàcil de confondre amb un impetigen o una candidosi, però el diagnòstic es pot sospitar clarament per la manca dels gèrmens esperats en aquestes lesions en l'anàlisi microbiològic, i per la manca de resposta al tractament antibiòtic. Els IgG4 es consideren patogènics. Els eosinòfils tendeixen a trobar-se dins de les butllofes i proporcionar una pista important de suport al diagnòstic de penfigoide ampul·lar.

## Tractament
Els glucocorticoides i altres fàrmacs immunosupressors són la base del tractament. Sobre la base d'estudis recents, els glucocorticoides poden ser utilitzats en teràpia pulsativa (un cop al mes per disminuir la inhibició de l'eix hipotàlem-hipofisiari). També s'han utilitzat amb graus variables d'èxit: IgIV, rituximab, àcid micofenòlic, metotrexat, azatioprina i ciclofosfamida. És una malaltia difícil de controlar.